# Tack för boken-medaljen
Tack för boken-medaljen (finska: Kiitos kirjasta -mitali) är ett finskt litteraturpris som sedan 1966 delas ut av Kirjakauppaliitto (Bokhandelsförbundet) r.f., Libro r.f. och Finlands biblioteksförening r.f.
Priset utdelas till en finländsk författare som föregående år gett ut ett särskilt stimulerande skönlitterärt verk på finska eller svenska.

## Pristagare
- 1966 – Gunnar Mattsson Prinsessan och Jaakko Syrjä Nuori metsästäjä
- 1967 – Marianne Alopaeus Mörkrets kärna
- 1968 – Anu Kaipainen Arkkienkeli Oulussa 1808–1809 (sv. Ärkeängeln i Uleåborg) och Marja-Liisa Vartio Hänen olivat linnut (sv. Fåglarna var hans, 1994)
- 1969 – Eila Pennanen Tilapää
- 1970 – Kalle Päätalo Mustan lumen talvi
- 1971 – Lassi Sinkkonen Solveigin laulu (sv. Solveigs sång, 1972)
- 1972 – Christer Kihlman Människan som skalv
- 1973 – Eeva-Liisa Manner Mainakes hundar
- 1974 – Heikki Turunen Livaren
- 1975 – Eeva Joenpelto Husfolk och fiender
- 1976 – Christer Kihlman Dyre prins
- 1977 – Elina Karjalainen Ihmisen ääni
- 1978 – Matti Pulkkinen Ja pesäpuu itki (sv. Och den granen grät, 1979)
- 1979 – Märta Tikkanen Århundradets kärlekssaga
- 1984 – Eila Kostamo Vaiteliaat vuodet
- 1985 – Anna-Leena Härkönen Häräntappoase (sv. Tjurdödarvapnet, 1985)
- 1986 – Leena Krohn Tainaron (sv. Tainaron. Brev från en annan stad, 1987)
- 1987 – Antti Hyry Kertomus
- 1988 – Bo Carpelan Axel
- 1989 – Timo Pusa Tatuoitu sydän
- 1990 – Ulla-Lena Lundberg Leo
- 1991 – Benedict Zilliacus Båten i vassen
- 1992 – Leena Lander Tummien perhosten koti (sv. De mörka fjärilarnas hem, 1993)
- 1993 – Lars Sund Colorado Avenue
- 1994 – Anja Snellman (som Anja Kauranen) Ihon aika (sv. Hudens tid, 1999)
- 1995 – Monika Fagerholm Underbara kvinnor vid vatten
- 1996 – Sisko Istanmäki Liian paksu perhoseksi
- 1997 – Kjell Westö Drakarna över Helsingfors
- 1998 – Kari Hotakainen Klassikko (sv. En klassiker, 2006)
- 1999 – priset utdelades ej
- 2000 – priset utdelades ej
- 2001 – Pirjo Hassinen Mansikoita marraskuussa
- 2002 – Eeva Kilpi Rajattomuuden aika (sv. Gränslöshetens tid, 2005)
- 2003 – Ranya Paasonen (som ElRamly) Auringon asema (sv. Där solen står högst, 2004)
- 2004 – Rakel Liehu Helene
- 2005 – Hannu Väisänen Vanikan palat
- 2006 – Risto Isomäki Sarasvatin hiekkaa
- 2007 – Reko och Tina Lundán Viikkoja, kuukausia
- 2008 – Sirpa Kähkönen Lakanasiivet
- 2009 – Arne Nevanlinna Marie
- 2010 – Kristina Carlson Herra Darwinin puutarhuri
- 2011 – Tuomas Kyrö Mielensäpahoittaja
- 2012 – Katja Kettu Kätilö (sv. Barnmorskan, 2013)
- 2013 – Aki Ollikainen Nälkävuosi (sv. Nödåret)[1]
- 2014 – Pauliina Rauhala Taivaslaulu[2]
- 2015 – Tommi Kinnunen Neljäntienristeys (sv. Där vägarna möts, 2016)[3]
- 2016 – Kaj Korkea-aho Onda boken[4]
- 2017 — Minna Rytisalo Lempi
- 2018 – Heidi Köngäs Sandra
- 2019 – Satu Vasantola En palaa takaisin koskaan, luulen
- 2020 – Antti Rönkä Jalat ilmassa
- 2021 – Selja Ahava Nainen joka rakasti hyönteisiä
- 2022 – Anneli Kanto Rottien pyhimys
- 2023 – Maria Turtschaninoff Arvejord